# Alba meccanica
Alba meccanica è il settimo album in studio del rapper italiano Ape, pubblicato nel 2019 per l'etichetta Gemelli SNC.

## Descrizione
Le tracce dell'album rappresentano ognuna una parte della giornata e sono poste in ordine cronologico.
Le prime tre rappresentano la mattina, in particolare Twingo è un rientro a casa alle 3 di notte, in cui Ape ricorda le prime esperienze da rapper col gruppo Trilamda, Cinque del mattino è un risveglio e in Ieri e oggi sono racchiusi i pensieri mattutini.
I quattro pezzi successivi sono situati nella sera: Luce della sera è uno sfogo positivo, appena finiti gli impegni quotidiani, mentre Nausea rappresenta uno sfogo delle 20:00, l'ora del telegiornale. Margini e Glassfinger sono come dialoghi tra amici e il tema è il rap.
Le ultime tre tracce, ovvero la notte, sono le più introspettive.

## Tracce
1. Twingo (ft. Dee Jay Park) - prod. FedeDSM
2. Cinque del mattino - prod. Apoc
3. Ieri e oggi (ft. Federica Sala) - prod. Ill Papi
4. Luce della sera - prod. Flesha
5. Nausea (ft. Sgravo) - prod. Pj Neena
6. Margini (ft. Alz Greygoat e Sbrellitos Wayne)- prod. Flesha
7. Glassfinger (ft. Wiser Keegan) - prod. Dj Fastcut
8. Blue (ft. Tuno) - prod. Pj Neena
9. Spunte blu - prod. FedeDSM
10. Viola (ft. Omega Storie) - prod. FedeDSM